# Palmira (Cañas)
Palmira è un distretto della Costa Rica facente parte del cantone di Cañas, nella provincia di Guanacaste.
Palmira comprende 4 rioni (barrios):
- Agua Caliente
- Nueva Guatemala
- Palmira
- Tenorio